# Ксирис
Ксирис (лат. Xyris; от др.-греч. ξυρόν, xyron — бритва) — род травянистых растений семейства Ксирисовые (Xyridaceae), распространённый преимущественно в тропиках и субтропиках Америки, а также в Африке, Азии, Австралии и Океании.

## Ботаническое описание
Многолетние, реже однолетние травянистые растения. Стебли простые, прямостоячие. Листья очерёдные, в 2 ряда, от линейных до мечевидных.
Цветки одиночные в пазухах прицветников. Чашелистиков 3, неравные. Лепестков 3, равные, от жёлтого до белого цвета. Тычинок обычно 3, нити уплощённые; пыльники 2—4-гнёздные, вскрываются вертикальными щелями. Стаминодиев 3 (редко отсутствуют), чередуются с лепестками. Завязь обычно сидячая, (1) 3-гнёздная; столбик нитевидный, трёхветвистый; рылец 3, U-образные или воронковидные. Плоды — локулицидные коробочки. Семена от яйцевидных до цилиндрических, 0,3—1 (4) мм длиной, на верхушке обычно остроконечные. Хромосомы: x=9.

## Виды
Род включает около 250—280 видов, некоторые из них:
- Xyris anceps Lam. — Ксирис обоюдоострый
- Xyris bancana Miq. — Ксирис банкийский
- Xyris blepharophylla Mart. — Ксирис реснитчатолистный
- Xyris capensis Thunb. — Ксирис капский
- Xyris caroliniana Walter — Ксирис каролинский
- Xyris decipiens N.E.Br. — Ксирис обманчивый
- Xyris grandis Ridl. — Ксирис большой
- Xyris indica L. typus[1] — Ксирис индийский
- Xyris lacerata Pohl ex Seub. — Ксирис изорванный
- Xyris nivea Welw. ex Rendle
- Xyris obtusiuscula L.A.Nilsson — Ксирис туповатый
- Xyris pauciflora Willd. — Ксирис немногоцветковый
- Xyris torta Sm. — Ксирис скрученный
- Xyris witsenioides Oliv. — Ксирис витсениоидный